# Vallesjön
Vallesjön är en sjö i Storumans kommun i Lappland och ingår i Vapstälvens huvudavrinningsområde. Sjön har en area på 0,621 kvadratkilometer och ligger 744,1 meter över havet. Sjön avvattnas av vattendraget Vallebäcken.

## Delavrinningsområde
Vallesjön ingår i det delavrinningsområde (726400-145476) som SMHI kallar för Ovan 726237-145505. Medelhöjden är 834 meter över havet och ytan är 10,08 kvadratkilometer. Det finns inga avrinningsområden uppströms utan avrinningsområdet är högsta punkten. Vallebäcken som avvattnar avrinningsområdet har biflödesordning 2, vilket innebär att vattnet flödar genom totalt 2 vattendrag innan det når havet efter 52 kilometer. Avrinningsområdet består mestadels av skog (23 procent) och kalfjäll (66 procent). Avrinningsområdet har 0,62 kvadratkilometer vattenytor vilket ger det en sjöprocent på 6,1 procent.